# 利亚斯达马尼亚克
利亚斯达马尼亚克（法語：Lias-d'Armagnac，法語發音：[ljas daʁmaɲak]，意为“阿马尼亚克的利亚斯”）是法国热尔省的一个市镇，属于孔东区。

## 地理
利亚斯达马尼亚克（43°51'48"N, 0°4'22"W）面积11.92 平方千米，位于法国奧克西塔尼大區热尔省，该省份为法国西南部内陆省份，北起顺时针与洛特-加龙省、塔恩-加龙省、上加龙省、上比利牛斯省、大西洋比利牛斯省和朗德省接壤。
与利亚斯达马尼亚克接壤的市镇（或旧市镇、城区）包括：艾济约、布鲁扬、埃斯唐、拉雷、马尔盖斯托、蒙克拉尔、庞雅、萨勒达马尼亚克。
利亚斯达马尼亚克的时区为UTC+01:00、UTC+02:00（夏令时）。

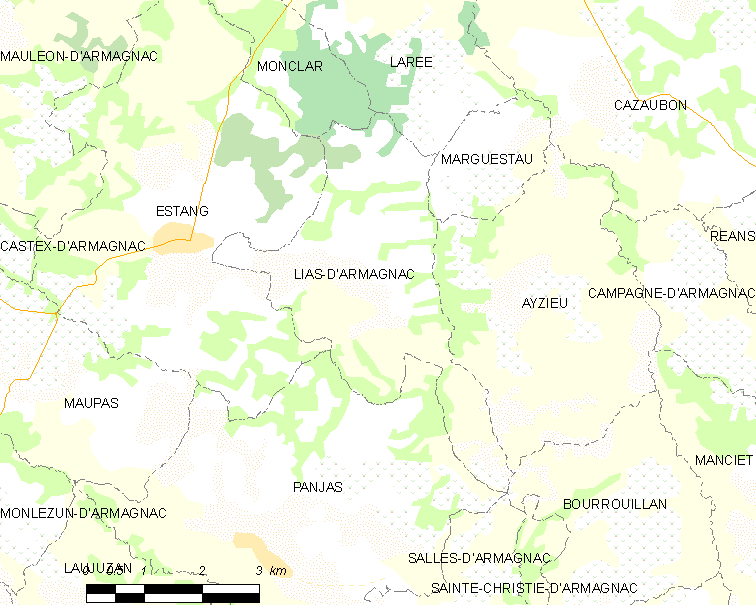
利亚斯达马尼亚克的OSM定位图

## 行政
利亚斯达马尼亚克的邮政编码为32240，INSEE市镇编码为32211。

## 政治
利亚斯达马尼亚克所属的省级选区为大下阿马尼亚克县。

## 人口

1962-2008年间利亚斯达马尼亚克人口变化图示

利亚斯达马尼亚克于2022年1月1日时的人口数量为202人。